# Crepinella varisiana
Crepinella varisiana é uma espécie de planta do gênero Crepinella e da família Araliaceae.

## Taxonomia
A espécie foi descrita em 2019 por David Neill, Gregory M. Plunkett e Porter Peter Lowry. O seguinte sinônimo já foi catalogado:
- Schefflera varisiana  Frodin

## Descrição
| Folha                                   | Folha                                |
| --------------------------------------- | ------------------------------------ |
| número de folíolos                      | 6/7                                  |
| forma das lâminas                       | obovada                              |
| base das lâminas                        | atenuada/cuneada                     |
| ápice das lâminas                       | obtuso/arredondado                   |
| face abaxial                            | serícea                              |
| nervura primária na face adaxial        | saliente/canaliculada                |
| nervura secundária na face adaxial      | impressa                             |
| nervura terciária na face adaxial       | impressa                             |
| Inflorescência                          |                                      |
| número de ramos primários               | 4/5/6                                |
| ramo secundário                         | presente                             |
| verticilo acessório de ramo secundário  | 1                                    |
| número de ramos no verticilo secundário | 5 ou mais                            |
| número de ramo secundário terminal      | 16 ou mais                           |
| ramo terciário                          | ausente                              |
| umbela terminal                         | com 10 - 15 flores                   |
| Flor                                    |                                      |
| pedicelo floral                         | com 4 - 10 milímetros de comprimento |

## Conservação
A espécie faz parte da Lista Vermelha das espécies ameaçadas do estado do Espírito Santo, no sudeste do Brasil. A lista foi publicada em 13 de junho de 2005 por intermédio do decreto estadual nº 1.499-R.

## Distribuição
A espécie é endêmica do Brasil.